# Stenotritus elegans
Stenotritus elegans is een vliesvleugelig insect uit de familie Stenotritidae. De wetenschappelijke naam van de soort is voor het eerst geldig gepubliceerd in 1853 door Smith.